# Hendrik Benedictus Stuart

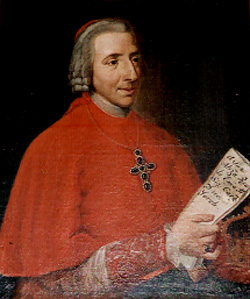
Henry Benedict Stuart

Hendrik Benedictus Maria Clemens Thomas Frans Xavier Stuart (Rome, 6 maart 1725 - Frascati, 13 juli 1807) was de tweede zoon van Jacobus Frans Eduard Stuart en Maria Clementina Sobieska. In 1745 nam hij deel aan de Jacobitische opstand, om zijn broer, Bonnie Prince Charles, op de Britse troon te krijgen. Na de mislukking - de slag bij Culloden - keerde hij weer naar Rome. Hij werd kardinaal-diaken in 1747, priester in 1748 en titulair aartsbisschop van Korinthe, in 1761, bisschop van Frascati en, in 1803, bisschop van Ostia-Velletri. Bij de dood van zijn broer, in 1788, werd hij jacobitisch troonpretendent. Hij was de laatste in de lijn van het Huis Stuart, en stierf kinderloos.